# Eriksberg, Upplands-Bro kommun
Eriksberg är en småort i Upplands-Bro kommun. Eriksberg ligger strax väster om Örnässjön, ungefär mitt mellan kommunens stora tätorter Bro och Kungsängen.